# Мельничук Сергій Сергійович
 Сергі́й Сергі́йович Мельничу́к — старший лейтенант Збройних сил України, учасник російсько-української війни.

## Нагороди
19 липня 2014 року — за особисту мужність і героїзм, виявлені у захисті державного суверенітету та територіальної цілісності України, вірність військовій присязі під час російсько-української війни, відзначений — нагороджений орденом Богдана Хмельницького III ступеня.